# Girolamo Fabrizio
Girolamo Fabrizi(o) (da Acquapendente), auch (Girolamo) Fabrici d’Acquapendente, (* 1533 oder 1537 in Acquapendente bei Orvieto; † 21. Mai 1619 in Padua) war ein italienischer Anatom und Chirurg und der Begründer der Embryologie. Die latinisierte Form seines Namens, unter der seine Werke zu finden sind, lautet Hieronymus Fabricius (ab Aquapendente).

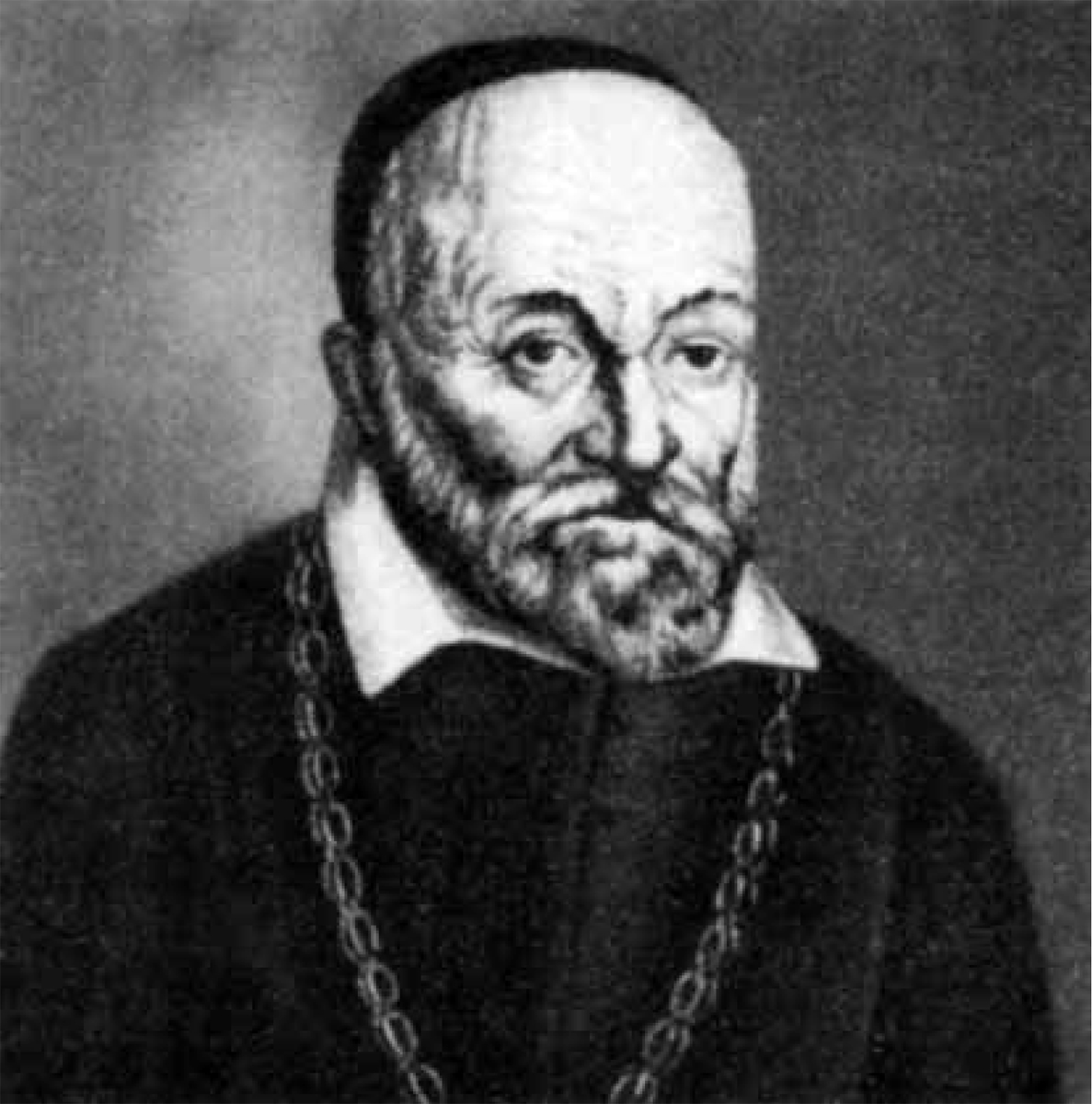
Hieronymus Fabricius

## Leben

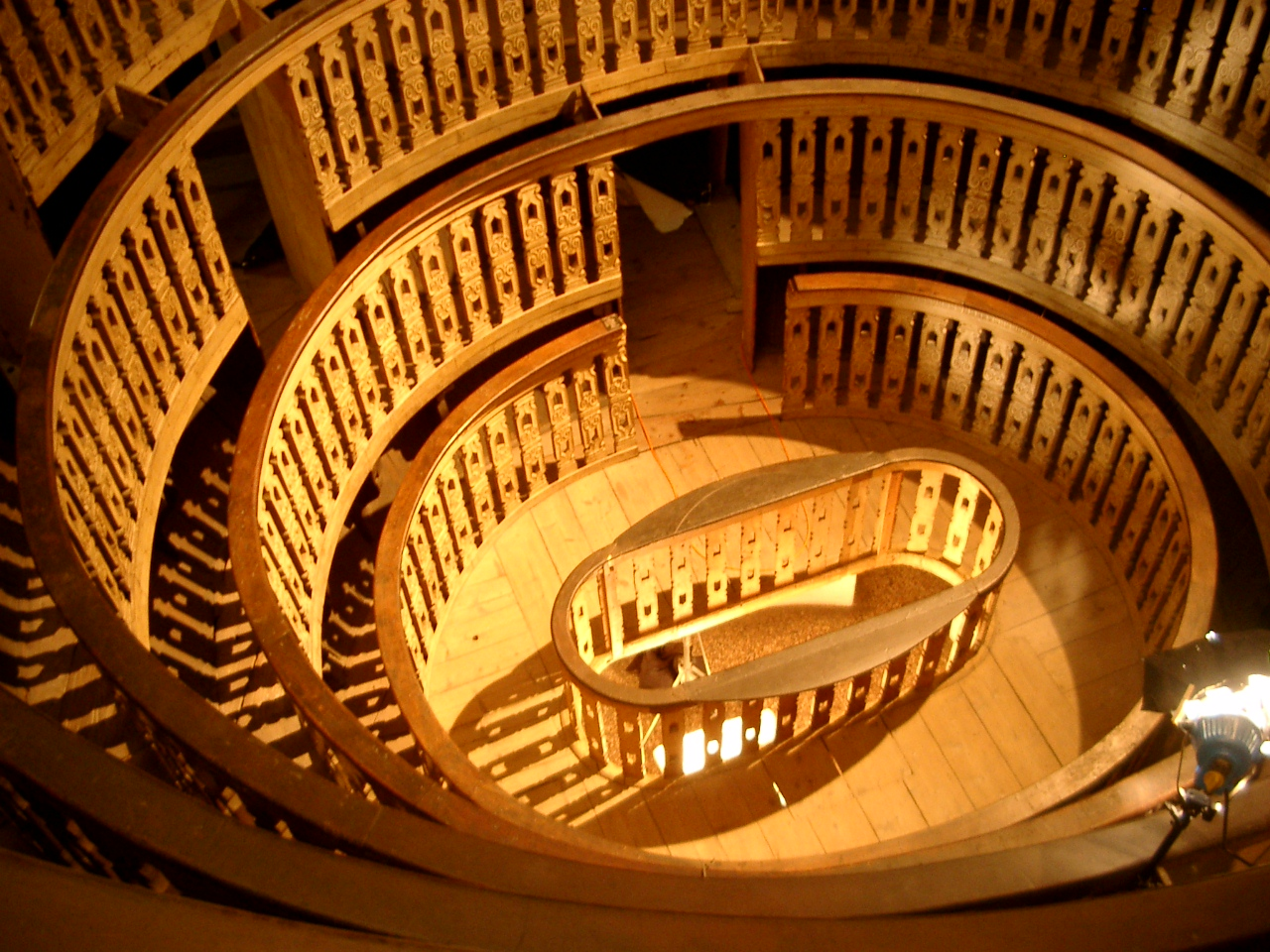
Anatomisches Theater in Padua

Fabrizio wurde in Acquapendente im Latium geboren. Seine Begabung ermöglichte ihm ein Studium der Medizin an der Universität Padua. Sein bedeutendster Lehrer war der Anatom Gabriele Falloppio. Anschließend an seine Promotion 1559 in Medizin und Philosophie praktizierte er in Padua.
Als Arzt behandelte oder beriet er berühmte Zeitgenossen wie den Herzog von Urbino, außerdem Carlo di Ferdinando de’ Medici, Galileo Galilei, der ihn zum Dank 1606 als Nachfolger auf dem Lehrstuhl von Girolamo Mercuriale an der Universität Pisa vorschlug, weiterhin den durch einen Anschlag 1605 verwundeten Paolo Sarpi sowie den Herzog von Mantua, was sich für Fabrizio insgesamt als gute Einnahmequelle erwies.
Ebenfalls in Padua war er von 1562 bis 1565 als Privatlehrer für Anatomie tätig. 1565 wurde er dort als Nachfolger des verstorbenen Falloppio auf den Lehrstuhl für Chirurgie und Anatomie berufen, den er bis 1613 innehatte. Seine neue Unterrichtsmethode, die Sektionen in einem eigens gebauten, am 23. Januar 1584 eingeweihten „Theater“ durchzuführen, brachte Studenten aus ganz Europa an die Universität. Der Folgebau des Anatomischen Theaters („Teatro anatomico“) von 1594 steht heute noch.
In Anerkennung seiner Verdienste für die akademische Lehre wurde Fabrizio 1608 in Venedig in den Stand der „Cavaliere di San Marco“ (Ritter von St. Markus) erhoben.

## Wissenschaftliche Leistung

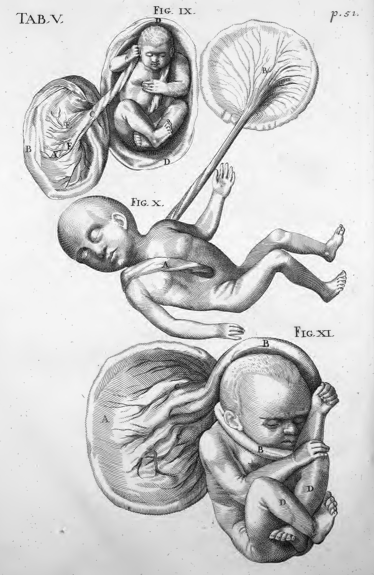
Menschlicher Fötus mit Amnion (oben Mitte), Nabelschnur um Schulter (Mitte) bzw. Hals (unten) und Plazenta (oben rechts und unten links). Tafel 5 in Fabrizios Werk De formato foetu (1600)

Operationes chirurgicae, 1685. Eine Fabrizio zugeschriebene Gliederpuppe unklarer Zweckbestimmung

Bis heute besteht Fabrizios Bedeutung in der Begründung der Embryologie mit seinem reichbebilderten Werk De formato foetu, in dem Embryonen verschiedener Tierarten miteinander verglichen werden. Besonders gründlich sind seine Studien zum Hühnerembryo. Nach ihm ist die Bursa Fabricii (Bursa cloacalis) der Vögel benannt, der schließlich auch die B(„Bursa“)–Lymphozyten des Menschen ihren Namen verdanken. In seinem posthum veröffentlichten Werk De formatione Ovi et Pulli beschreibt Fabrizio die Entstehung des Eis und des Embryos im Hühnerei, wobei er die Wachstumsstadien des Hühnerembryos im Detail analysiert und mit zahlreichen detaillierten Abbildungen belegt. Fabrizio steht hier wie in De formato foetu in der Tradition von Aristoteles und Galenos. Er trug maßgeblich dazu bei, dass die Embryonalentwicklung beim Menschen und bei Tieren als ein Prozess der Embryogenese gesehen wird, bei dem sich der Embryo aus der Eizelle erst nach und nach ausbildet, um dabei seine innere und äußere Form und Funktion zu erhalten. Diese aus der Antike abgeleitete Sicht kam der heutigen Vorstellung sehr nahe, stand später jedoch in streitbarem Gegensatz zu der im darauffolgenden Jahrhundert populär werdenden Präformationslehre, die bis Anfang des 19. Jahrhunderts dominierte und wonach der Embryo bei der Befruchtung bereits als Homunkulus in Miniatur etwa aus dem Spermium oder dem Ei fertig vorgegeben sei und nur der Größe nach wachse.
Nach Vorarbeiten von Andreas Vesalius, Amatus Lusitanus (1511–1568) und Franciscus Sylvius war Fabrizio der Erste, der eine exakte Beschreibung sowie naturgetreue Darstellung der den Rückfluss von Blut verhindernden Venenklappen (in: De Venarum Ostiolis), die Giovanni Battista Canano (1515–1579) 1547 entdeckt und Charles Estienne (1504–1564) bereits vor ihm beschrieben hatte, anfertigte. Darüber hinaus liegen von ihm Arbeiten über die Lunge und die Atmung, Muskeln und Gelenke, die Sinnesorgane, die Haut, über den Magen und die Eingeweide vor. Er lieferte im Jahr 1600 die erste richtige Abbildung der Linsenlage im Auge. Fabrizio stellte auch detailliert Zahnextraktionsmethoden sowie zahnärztliche Instrumente dar und erwähnte das Ausfüllen von Löchern in den Zähnen mit Gold.
Fabrizio lieferte auch Beiträge zur Chirurgie. Obwohl er selbst nie eine Tracheotomie (Luftröhrenschnitt) vorgenommen hatte, enthalten seine Schriften eine Operationstechnik hierfür. Er präferierte einen vertikalen Einschnitt und war der erste, der die Idee eines Tracheotomie-Rohrs einführte. Dabei handelt es sich um eine gerade, kurze Kanüle mit Flügeln, um zu verhindern, dass das Rohr in der Trachea verschwindet. Er empfahl die Operation nur als Notlösung, die bei Atemnot in Folge von Fremdkörpern oder Sekreten anzuwenden sei. Fabrizios Beschreibung der Tracheotomieprozedur ist vergleichbar mit heute angewandten Techniken.
Sein bekanntester Schüler war William Harvey, der als erster europäischer Arzt den Blutkreislauf beschrieb und der Fabrizios Idee der Embryogenese weiterentwickelte.

## Das „Oplomochlion“
„Oplomochlion“ ist der Name einer Figur, die ab 1647 in einigen Ausgaben eines der bekanntesten Werke des Fabrizio, den Opera Chirurgica, abgebildet ist und viele Spekulationen ausgelöst hat.

## Schriften
- Pentateuchos cheirurgicum (1592).[11] Ohne Autorisierung[3] durch Fabrizio herausgegeben von seinem Schüler Johann Hartmann Beyer, der auch die erweiterte Neuauflage (Frankfurt am Main 1604) herausgab.[12][3]
- De Visione, De Voce, De Auditu. Venetiis per Franciscum Bolzettam 1600 (Franciscus Bolzetta, Venedig 1600)
- De formato foetu. 1600. Nachdruck: Laurentius Pasquatus, Padua 1604.[13]
- De locutione et ejus instrumentis (1601)
- De Venarum Ostiolis (1603)
- De brutorum loquela (1603)
- Tractatus anatomicus triplex quorum primus de oculo, visus organo. Secundus de aure, auditus organo. Tertius de laringe, vociis organo admirandam tradit historiam, actiones, utilitates magno labore ac studio (1613), Nachdruck Johann Theodor de Bry, Oppenheim 1614[14][15]
- De musculi artificio: de ossium articulationibus (1614).
- De respiratione et eius instrumentis, libri duo (1615).[16]
- Operationes chirurgicae (zuerst in der Padua-Ausgabe des Pentateuchos 1617).[3][17]
- De gula, ventriculo, intestinis tractatus (1618).
- De motu locali animalium secundum totum, nempe de gressu in genere (1618).
- De totius animalis integumentis (1618), Nachdruck 1642
- Opera chirurgica in duas Partes divisa quarum prior Operationes chirurgicas per totum corpus humanum... Opus multa diligentia et longa experientia perfectum, nec ante hac unquam in lucem datum aut ab illo huc vique tractatum. Altera libros quinque chirurgiae iam ante in Germania impressos et subnomine Pentateuchi chirurgici divulgatos complectitur. [= Operationes chirurgicae et Pentateuchos chirurgicum]. Erstdruck 1619[18], Nachdruck: Frankfurt am Main 1620
- De formatione Ovi et Pulli (posthum 1621, aber vor De formato foetu entstanden).[19] Nachdruck in: Opera anatomica 1625
- Tractatus De respiratione & eius instrumentis. De ventriculo intestinis, & gula. De motu locali animalium, secundum totum. De musculi artificio, & De ossium dearticulationibus [sic!] (posthum 1625). Vier Sondertitel mit früheren Erscheinungsjahren[20]
- Opera omnia anatomica et physiologica […]. Leipzig 1687. Neuausgabe: Leiden 1737 (Inhaltsverzeichnis).

## Übersetzungen (Auswahl)
- Wund-Artznei (d. i. Opera Chirurgica (dt.), übersetzt von Johannes Scultetus), Tauber, Nürnberg 1673[21]
- Chirurgische Schrifften (d. i. Opera Chirurgica (dt.), übersetzt von Johannes Scultetus), Tauber, Nürnberg 1716[22]